# George Mehnert
George Nicholas Mehnert (3. listopadu 1881, Newark – 8. července 1948, tamtéž) byl americký zápasník, volnostylař. V roce 1904 zvítězil na olympijských hrách v St. Louis v muší váze a v roce 1908 na hrách v Londýně v bantamové váze.